# سوفیا کازانوا
سوفیا کازانوا (اسپانیایی: Sofía Guadalupe Pérez Casanova‎; ۳۰ سپتامبر ۱۸۶۱ – ۱۶ ژانویهٔ ۱۹۵۸) روزنامه‌نگار، نویسنده اهل اسپانیا بود. او به عنوان اولین زن اسپانیایی شناخته‌ می‌شود که در یک کشور خارجی خبرنگار جنگ بوده‌است.